# Promi Big Brother/Staffel 1
Die erste Staffel der deutschen Reality-Show Promi Big Brother wurde vom 13. bis zum 27. September 2013 auf dem Privatsender Sat.1 ausgestrahlt.
Jenny Elvers-Elbertzhagen wurde vom Publikum im Finale zur Gewinnerin der Staffel gekürt. Natalia Osada wurde Zweite und Marijke Amado erreichte den dritten Platz.

## Vorgeschichte
Von 2000 bis 2011 zeigte der Privatsender RTL II zunächst erfolgreich das Originalformat Big Brother. Jedoch wurde aufgrund des großen Erfolges von Berlin – Tag & Nacht 2012 keine neue Staffel produziert.
Im November 2012 sprach Endemol-Deutschland-Geschäftsführer Marcus Wolter jedoch von einer Fortsetzung der Sendung.
Im März 2013 wurde bekannt, dass Sat.1 das Format übernehmen und mit prominenten Bewohnern weiterführen werde.

## Teilnehmer
Die Teilnehmer zogen am 13. September 2013 während der Einzugsshow in das Haus ein.
David Hasselhoff verließ die Show aus persönlichen Gründen freiwillig. Als Ersatz zog zwei Tage später Georgina Fleur ein. Einen Tag nach Fleurs Einzug verließ Sarah Joëlle Jahnel die Show ebenfalls aus persönlichen Gründen freiwillig.
| 01                 | Jenny Elvers-Elbertzhagen | Schauspielerin und Moderatorin                                                                            | 13. September | 27. September | 15 |
| 02                 | Natalia Osada             | Teilnehmerin bei Catch the Millionaire                                                                    | 13. September | 27. September | 15 |
| 03                 | Marijke Amado             | Moderatorin (u. a. WWF Club und Mini Playback Show)                                                       | 13. September | 27. September | 15 |
| 04                 | Simon Desue               | YouTube-Comedian                                                                                          | 13. September | 27. September | 15 |
| 05                 | Martin Semmelrogge        | Schauspieler                                                                                              | 13. September | 27. September | 15 |
| 06                 | Manuel Charr              | Profiboxer                                                                                                | 13. September | 26. September | 14 |
| 07                 | Fancy                     | Sänger und Musikproduzent                                                                                 | 13. September | 25. September | 13 |
| 08                 | Georgina Fleur            | Teilnehmerin bei Der Bachelor und Ich bin ein Star – Holt mich hier raus!                                 | 19. September | 24. September | 06 |
| 09                 | Jan Leyk                  | Darsteller bei Berlin – Tag & Nacht                                                                       | 13. September | 23. September | 11 |
| 10                 | Lucy Diakovska            | Sängerin, Mitglied der No Angels                                                                          | 13. September | 22. September | 10 |
| 11                 | Percival Duke-Hall        | Sänger und Teilnehmer bei The Voice of Germany                                                            | 13. September | 20. September | 08 |
| 12                 | Sarah Joelle Jahnel       | Sängerin und Teilnehmerin bei Deutschland sucht den Superstar und Ich bin ein Star – Holt mich hier raus! | 13. September | 20. September | 08 |
| 13                 | David Hasselhoff          | Sänger und Schauspieler                                                                                   | 13. September | 17. September | 05 |
| Anmerkungen: 1. 2. |                           | |               |               |    |

Besucher
| Name            | Einzug        | Auszug        | Bemerkung                                                                                  |
| --------------- | ------------- | ------------- | ------------------------------------------------------------------------------------------ |
| Pamela Anderson | 24. September | 27. September | Anderson besuchte die Promi-Big-Brother-Bewohner tagsüber und verließ über Nacht das Haus. |

## Nominierungen
In der Regel nominieren die Teilnehmer einen anderen Teilnehmer für das Zuschauervoting. Die Zuschauer bestimmen, wer von der Nominierungsliste das Haus verlassen muss.
| Nominierungen            | Nominierungen                        | Nominierungen                        | Nominierungen                        | Nominierungen                        | Nominierungen                        | Nominierungen                        | Nominierungen                        | Nominierungen                        | Nominierungen                        |                              |
|                          | Runde 1 20. Sept. 2013               | Runde 2 21. Sept. 2013               | Runde 3 22. Sept. 2013               | Runde 4 23. Sept. 2013               | Runde 5 24. Sept. 2013               | Runde 6 25. Sept. 2013               | Halbfinale 26. Sept. 2013            | Finale 27. Sept. 2013                | Finale 27. Sept. 2013                |                              |
| ------------------------ | ------------------------------------ | ------------------------------------ | ------------------------------------ | ------------------------------------ | ------------------------------------ | ------------------------------------ | ------------------------------------ | ------------------------------------ | ------------------------------------ | ---------------------------- |
| Jenny                    | Lucy                                 | Georgina                             | Lucy                                 | Natalia                              | Natalia                              | Natalia                              | Simon Martin                         | Gewinnerin                           | Gewinnerin                           |                              |
| Natalia                  | Keine Nominierung                    | Georgina                             | Lucy                                 | Manuel                               | Georgina                             | Manuel                               | Manuel Martin                        | Zweitplatzierte                      | Zweitplatzierte                      |                              |
| Marijke                  | Jan                                  | Jan                                  | Jan                                  | Jan                                  | Fancy                                | Fancy                                | Manuel Simon                         | Drittplatzierte                      | Drittplatzierte                      |                              |
| Simon                    | Marijke                              | Marijke                              | Marijke                              | Marijke                              | Marijke                              | Marijke                              | Martin Marijke                       | Viertplatzierter                     | Viertplatzierter                     |                              |
| Martin                   | Lucy                                 | Lucy                                 | Lucy                                 | Simon                                | Simon                                | Natalia                              | Simon Natalia                        | Fünftplatzierter                     | Fünftplatzierter                     |                              |
| Manuel                   | Fancy                                | Natalia                              | Lucy                                 | Marijke                              | Marijke                              | Marijke                              | Marijke Natalia                      | rausgewählt (26. Sept. 2013)         | rausgewählt (26. Sept. 2013)         | rausgewählt (26. Sept. 2013) |
| Fancy                    | Lucy                                 | Lucy                                 | Marijke                              | Marijke                              | Georgina                             | Marijke                              | rausgewählt (25. Sept. 2013)         | rausgewählt (25. Sept. 2013)         | rausgewählt (25. Sept. 2013)         | rausgewählt (25. Sept. 2013) |
| Georgina                 | Percival                             | Natalia                              | Lucy                                 | Natalia                              | Natalia                              | rausgewählt (24. Sept. 2013)         | rausgewählt (24. Sept. 2013)         | rausgewählt (24. Sept. 2013)         | rausgewählt (24. Sept. 2013)         | rausgewählt (24. Sept. 2013) |
| Jan                      | Marijke                              | Marijke                              | Marijke                              | Marijke                              | rausgewählt (23. Sept. 2013)         | rausgewählt (23. Sept. 2013)         | rausgewählt (23. Sept. 2013)         | rausgewählt (23. Sept. 2013)         | rausgewählt (23. Sept. 2013)         | rausgewählt (23. Sept. 2013) |
| Lucy                     | Percival                             | Natalia                              | Jenny                                | rausgewählt (22. Sept. 2013)         | rausgewählt (22. Sept. 2013)         | rausgewählt (22. Sept. 2013)         | rausgewählt (22. Sept. 2013)         | rausgewählt (22. Sept. 2013)         | rausgewählt (22. Sept. 2013)         | rausgewählt (22. Sept. 2013) |
| Percival                 | Lucy                                 | rausgewählt (20. Sept. 2013)         | rausgewählt (20. Sept. 2013)         | rausgewählt (20. Sept. 2013)         | rausgewählt (20. Sept. 2013)         | rausgewählt (20. Sept. 2013)         | rausgewählt (20. Sept. 2013)         | rausgewählt (20. Sept. 2013)         | rausgewählt (20. Sept. 2013)         |                              |
| Sarah Joëlle             | freiwilliger Auszug (20. Sept. 2013) | freiwilliger Auszug (20. Sept. 2013) | freiwilliger Auszug (20. Sept. 2013) | freiwilliger Auszug (20. Sept. 2013) | freiwilliger Auszug (20. Sept. 2013) | freiwilliger Auszug (20. Sept. 2013) | freiwilliger Auszug (20. Sept. 2013) | freiwilliger Auszug (20. Sept. 2013) | freiwilliger Auszug (20. Sept. 2013) |                              |
| David                    | freiwilliger Auszug (17. Sept. 2013) | freiwilliger Auszug (17. Sept. 2013) | freiwilliger Auszug (17. Sept. 2013) | freiwilliger Auszug (17. Sept. 2013) | freiwilliger Auszug (17. Sept. 2013) | freiwilliger Auszug (17. Sept. 2013) | freiwilliger Auszug (17. Sept. 2013) | freiwilliger Auszug (17. Sept. 2013) | freiwilliger Auszug (17. Sept. 2013) |                              |
|                          | Runde 1 20. Sept. 2013               | Runde 2 21. Sept. 2013               | Runde 3 22. Sept. 2013               | Runde 4 23. Sept. 2013               | Runde 5 24. Sept. 2013               | Runde 6 25. Sept. 2013               | Halbfinale 26. Sept. 2013            | Finale 27. Sept. 2013                | Finale 27. Sept. 2013                |                              |
| Freiwilliger Auszug      | David Sarah Joëlle                   |                                      |                                      |                                      |                                      |                                      |                                      |                                      |                                      |                              |
| Nominierungs- schutz     | Natalia Georgina                     |                                      |                                      |                                      |                                      |                                      |                                      |                                      |                                      |                              |
| Nominiert                | Marijke Lucy Percival                | Marijke Lucy Natalia Georgina Jan    | Marijke Lucy                         | Marijke Manuel Simon Jan Natalia     | Marijke Georgina Simon Natalia Fancy | Marijke Manuel Natalia Fancy         | Marijke Manuel Simon Natalia Martin  |                                      |                                      |                              |
| Rauswahl                 | Percival 68,23 % rausgewählt         | Lucy 69,0 % rausgewählt              | Lucy 69,0 % rausgewählt              | Jan 51,2 % rausgewählt               | Georgina 38,62 % rausgewählt         | Fancy 39,83 % rausgewählt            | Manuel 75,72 % rausgewählt           | Martin 7,73 % (von 5)                | Simon 12,85 % (von 4)                |                              |
| Rauswahl                 | Percival 68,23 % rausgewählt         | Lucy 69,0 % rausgewählt              | Lucy 69,0 % rausgewählt              | Jan 51,2 % rausgewählt               | Georgina 38,62 % rausgewählt         | Fancy 39,83 % rausgewählt            | Manuel 75,72 % rausgewählt           | Marijke 21,34 % (von 3)              | Natalia 28,52 % (von 2)              |                              |
| Rauswahl                 | Percival 68,23 % rausgewählt         | Lucy 69,0 % rausgewählt              | Lucy 69,0 % rausgewählt              | Jan 51,2 % rausgewählt               | Georgina 38,62 % rausgewählt         | Fancy 39,83 % rausgewählt            | Manuel 75,72 % rausgewählt           | Jenny 71,48 % (von 2)                |                                      |                              |
| Anmerkungen: 1. 2. 3. 4. |                                      |                                      |                                      |                                      |                                      |                                      |                                      |                                      |                                      |                              |

## Ausstrahlung und Produktion
Die fast dreistündige Eröffnungsshow wurde am Freitag, den 13. September 2013 ausgestrahlt. Am Freitag, den 20. September 2013 wurde eine dreistündige Liveshow ausgestrahlt. Das ebenfalls dreistündige Finale wurde am Freitag, den 27. September 2013 gesendet. An den restlichen Tagen wurde eine ca. einstündige Tageszusammenfassung um ca. 22:15 Uhr ausgestrahlt. Sat.1 emotions wiederholte die drei Liveshows sowie die Tageszusammenfassungen jeweils einen Tag später um 17:40 Uhr bzw. 19:25 Uhr.
| Montag                           | Dienstag                         | Mittwoch                         | Donnerstag                       | Freitag              | Samstag                          | Sonntag                          |
| -------------------------------- | -------------------------------- | -------------------------------- | -------------------------------- | -------------------- | -------------------------------- | -------------------------------- |
| Tageszusammenfassung (22:15 Uhr) | Tageszusammenfassung (22:15 Uhr) | Tageszusammenfassung (22:15 Uhr) | Tageszusammenfassung (22:15 Uhr) | Liveshow (20:15 Uhr) | Tageszusammenfassung (22:15 Uhr) | Tageszusammenfassung (22:15 Uhr) |

Moderiert wurde die erste Staffel von Cindy aus Marzahn und Oliver Pocher. Das Produktionsgelände befand sich in Berlin-Adlershof im Bezirk Treptow-Köpenick. Im Studio Berlin Adlershof wurde ein großes Open-Air-Gelände aufgebaut. Dort wurden beispielsweise die Castingshow The Voice of Germany oder die Talkshow Anne Will produziert. The Signal von Madcon war der Titelsong der Staffel. Plastic Faces von Miss Li wurde während der Staffel als Übergang zu den Werbepausen genutzt.
Während der Sendungen gehörte die menschliche Stimme von „Big Brother“ Phil Daub. In den restlichen Zeiten übernahmen Mitarbeiter der Produktionsfirma die Stimme des „Big Brothers“.
Zusätzlich zu den Shows zeigte der Pay-TV-Anbieter Sky in den Werbepausen Livebilder vom Haus. Des Weiteren gab es im Anschluss an die Shows täglich weitere zwei Stunden Livebilder beim Pay-TV-Sender. Daneben wurde über promibigbrother.de ebenfalls ein kostenpflichtiger und zweistündiger Livestream angeboten.

## Zusätzliche Sendungen

### Promi Big Brother – Die Webshow
Parallel zur Staffel zeigte Sat.1 im Internet „Promi Big Brother – Die Webshow“, die von den ehemaligen GIGA-Moderatoren Etienne Gardé und Nils Bomhoff moderiert wurde. In der Webshow wurden Interviews mit den Ex-Bewohnern, Insider-Informationen, Einblicke ins Haus und Updates aus den Social-Media-Kanälen gezeigt. 15 Minuten vor Beginn der Liveshow, 15 Minuten nach Ende der Liveshow und in den Werbepausen wurde die Webshow auf SAT.1 Connect gezeigt.

### Promi Big Brother Inside
„Promi Big Brother Inside“ war ein von Jan Hahn moderiertes einstündiges Vorabend-Magazin, das ab dem 21. September 2013 zusätzlich zur Hauptsendung während der Staffel auf Sat.1 ausgestrahlt wurde.
Beim Gesamtpublikum startete die erste Folge von Promi Big Brother Inside mit 680.000 Zuschauern, was 3,2 % Marktanteil entspricht, und in der Zielgruppe der 14- bis 49-Jährigen mit einem Marktanteil von 4,0 %. Die zweite und letzte Folge wurde von 810.000 Zuschauern gesehen, was 3,9 Prozent Marktanteil entspricht. In der Zielgruppe der 14- bis 49-Jährigen sahen 290.000 Zuschauer zu, was 4,5 Prozent Marktanteil entspricht.

## Einschaltquoten
Nach der ersten Sendung mit 3,21 Millionen Zuschauern sanken die Zuschauerzahlen innerhalb weniger Tage auf bis zu 1,34 Millionen, bevor sich die Zahlen auf einem Niveau von ca. 1,7 Millionen einpendelten. Der Einzug von Pamela Anderson hob die Einschaltquote nochmals einmalig auf 2 Millionen. Die Abschlusssendung erreichte 2,12 Millionen Zuschauer. Diese Zahlen entsprachen Marktanteilen von 6,6 bis 12,7 Prozent.
| Quotentabelle         | Quotentabelle | Quotentabelle | Quotentabelle | Quotentabelle   | Quotentabelle   | Quotentabelle | Quotentabelle   | Quotentabelle   | Quotentabelle |
| Sendung               | Datum         | Art           | Zuschauer     | Zuschauer       | Zuschauer       | Marktanteil   | Marktanteil     | Marktanteil     | Quelle        |
| Sendung               | Datum         | Art           | Gesamt        | 14 bis 49 Jahre | 14 bis 59 Jahre | Gesamt        | 14 bis 49 Jahre | 14 bis 59 Jahre | Quelle        |
| --------------------- | ------------- | ------------- | ------------- | --------------- | --------------- | ------------- | --------------- | --------------- | ------------- |
| 1                     | 13. Sep. 2013 | Liveshow      | 3,21 Mio.     | 2,10 Mio.       | 2,63 Mio.       | 12,7 %        | 22,3 %          | 19,0 %          | [ 23 ]        |
| 2                     | 14. Sep. 2013 | TZF           | 2,23 Mio.     | 1,39 Mio.       | 1,80 Mio.       | 9,7 %         | 15,6 %          | 13,6 %          | [ 24 ]        |
| 3                     | 15. Sep. 2013 | TZF           | 1,88 Mio.     | 1,18 Mio.       | 1,64 Mio.       | 8,3 %         | 12,3 %          | 11,9 %          | [ 25 ]        |
| 4                     | 16. Sep. 2013 | TZF           | 1,63 Mio.     | 0,88 Mio.       | 1,20 Mio.       | 8,7 %         | 11,2 %          | 10,5 %          | [ 26 ]        |
| 5                     | 17. Sep. 2013 | TZF           | 1,77 Mio.     | 1,05 Mio.       | 1,39 Mio.       | 9,6 %         | 13,9 %          | 12,4 %          | [ 27 ]        |
| 6                     | 18. Sep. 2013 | TZF           | 1,34 Mio.     | 0,70 Mio.       | –               | 6,6 %         | 8,9 %           | 8,7 %           | , Teletext    |
| 7                     | 19. Sep. 2013 | TZF           | 1,73 Mio.     | 0,86 Mio.       | 1,31 Mio.       | 9,5 %         | 11,5 %          | 11,9 %          | [ 29 ]        |
| 8                     | 20. Sep. 2013 | Liveshow      | 1,83 Mio.     | 1,04 Mio.       | 1,41 Mio.       | 6,8 %         | 10,5 %          | 9,6 %           | [ 30 ]        |
| 9                     | 21. Sep. 2013 | TZF           | 1,80 Mio.     | 1,01 Mio.       | 1,40 Mio.       | 8,0 %         | 11,3 %          | 10,6 %          | [ 31 ]        |
| 10                    | 22. Sep. 2013 | TZF           | 1,71 Mio.     | 0,80 Mio.       | –               | 8,8 %         | 9,6 %           | –               | [ 32 ]        |
| 11                    | 23. Sep. 2013 | TZF           | 1,76 Mio.     | 0,96 Mio.       | 1,33 Mio.       | 9,7 %         | 12,6 %          | 12,1 %          | [ 33 ]        |
| 12                    | 24. Sep. 2013 | TZF           | 2,08 Mio.     | 1,17 Mio.       | 1,65 Mio.       | 11,5 %        | 16,3 %          | 15,5 %          | [ 34 ]        |
| 13                    | 25. Sep. 2013 | TZF           | 1,63 Mio.     | 0,94 Mio.       | –               | 8,7 %         | 12,6 %          | –               | [ 35 ]        |
| 14                    | 26. Sep. 2013 | TZF           | 1,79 Mio.     | 0,87 Mio.       | 1,30 Mio.       | 10,9 %        | 13,2 %          | 13,4 %          | [ 36 ]        |
| 15                    | 27. Sep. 2013 | Liveshow      | 2,12 Mio.     | 1,19 Mio.       | 1,66 Mio.       | 8,3 %         | 12,9 %          | 12,0 %          | [ 37 ]        |
| Anmerkungen: 1. 2. 3. |               |               |               |                 |                 |               |                 |                 |               |